# Tossal del Roure
El Tossal del Roure és una muntanya de 1.691 metres que es troba entre els municipis de les Valls de Valira i de Montferrer i Castellbò, a la comarca de l'Alt Urgell.